# Albert Brux
Albert Brux foi um general alemão durante a Segunda Guerra Mundial. Nasceu em Lauban em 11 de novembro de 1907. e faleceu em Mainz em 16 de dezembro de 2001.

## Biografias
Se tornou Oberst em 1 de Agosto de 1943. Foi o comandante interino da 17.ª Divisão Panzer no período de (2 de dezembro de 1944 a 19 de janeiro de 1945).
Ele foi ferido ao final da guerra e feito prisioneiro pelos soviéticos, sendo libertado em 1956.

## Condecorações
Condecorado com a Cruz de Cavaleiro da Cruz de Ferro (12 de setembro de 1941) com Folhas de Carvalho (24 de junho de 1944) e a Cruz Germânica em Ouro (23 de janeiro de 1943).